# 10219 Penco
10219 Penco eller 1997 UJ5 är en asteroid i huvudbältet som upptäcktes den 25 oktober 1997 av de båda italienska astronomerna Andrea Boattini och Luciano Tesi vid Pian dei Termini-observatoriet. Den är uppkallad efter den italienska fysikern Umberto Penco.
Asteroiden har en diameter på ungefär 3 kilometer.